# Comté de Chase (Nebraska)
Pour les articles homonymes, voir Comté de Chase et Chase.
Le comté de Chase (anglais : Chase County) est situé dans le Nebraska, États-Unis. Sa population, lors du recensement de 2020, s’élevait à 3 893 habitants. La densité de population est de 1,7 hab/km2. Le siège du comté est Imperial.

## Géographie
Le comté a une superficie totale de 2 325 km2, dont 2 317 km2 de terres.

## Histoire
Le comté a été fondé en février 1873, à la suite d'une scission du comté de Hayes. Il reçoit alors le nom de Champion S. Chase (en), premier procureur général du Nebraska, qui sera par la suite maire d'Omaha pendant 7 ans. 
Imperial est choisie comme capitale en 1889.

## Économie
L'économie reste largement agricole. Les ventes de céréales représentaient un revenu de 125 M US$ en 2007, avec une large domination du Maïs (96 M$) et dans une moindre mesure du blé (11 M$). L'élevage est également une activité importante.

## Photos

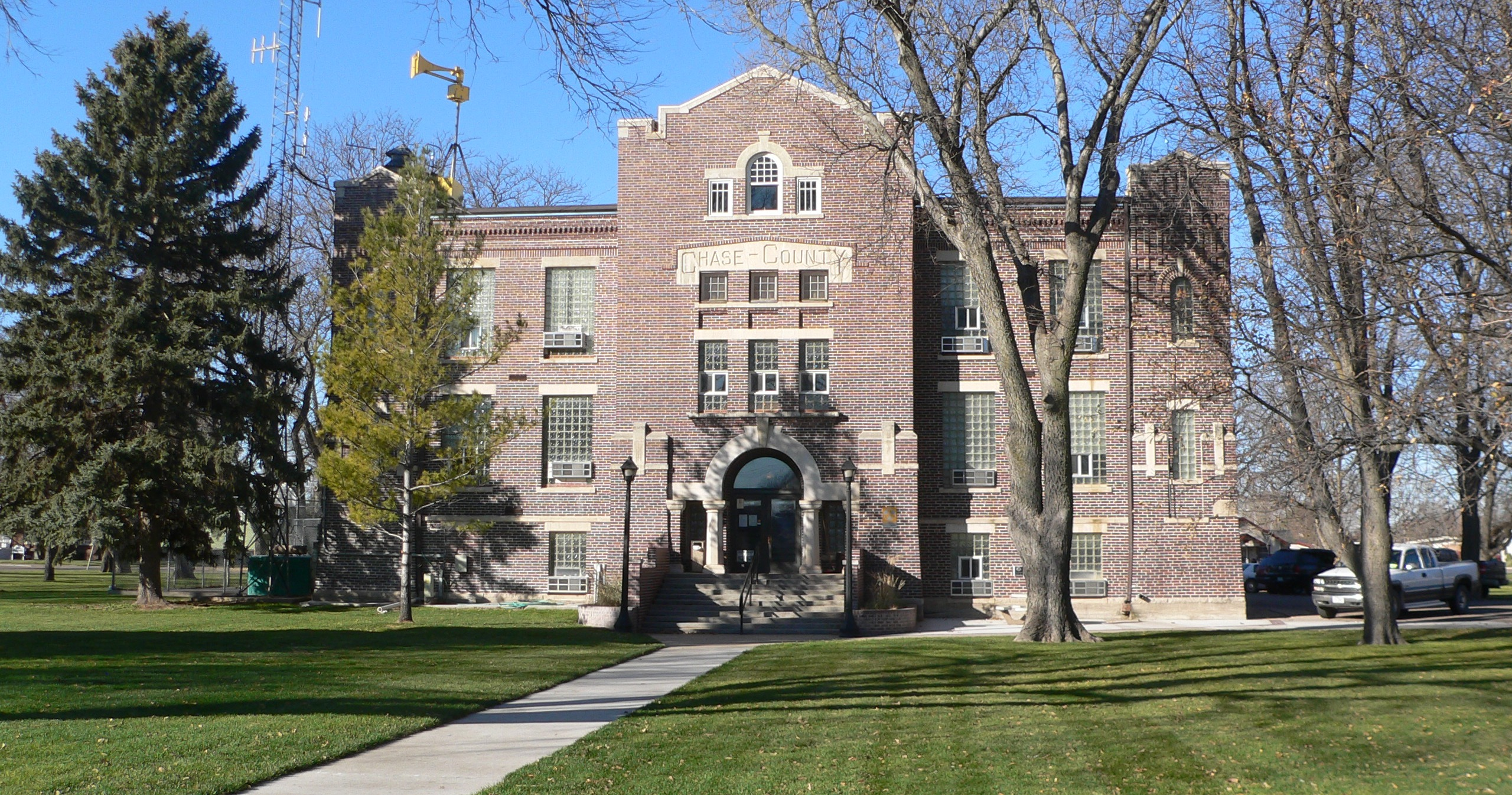
Tribunal du comté, à Imperial.
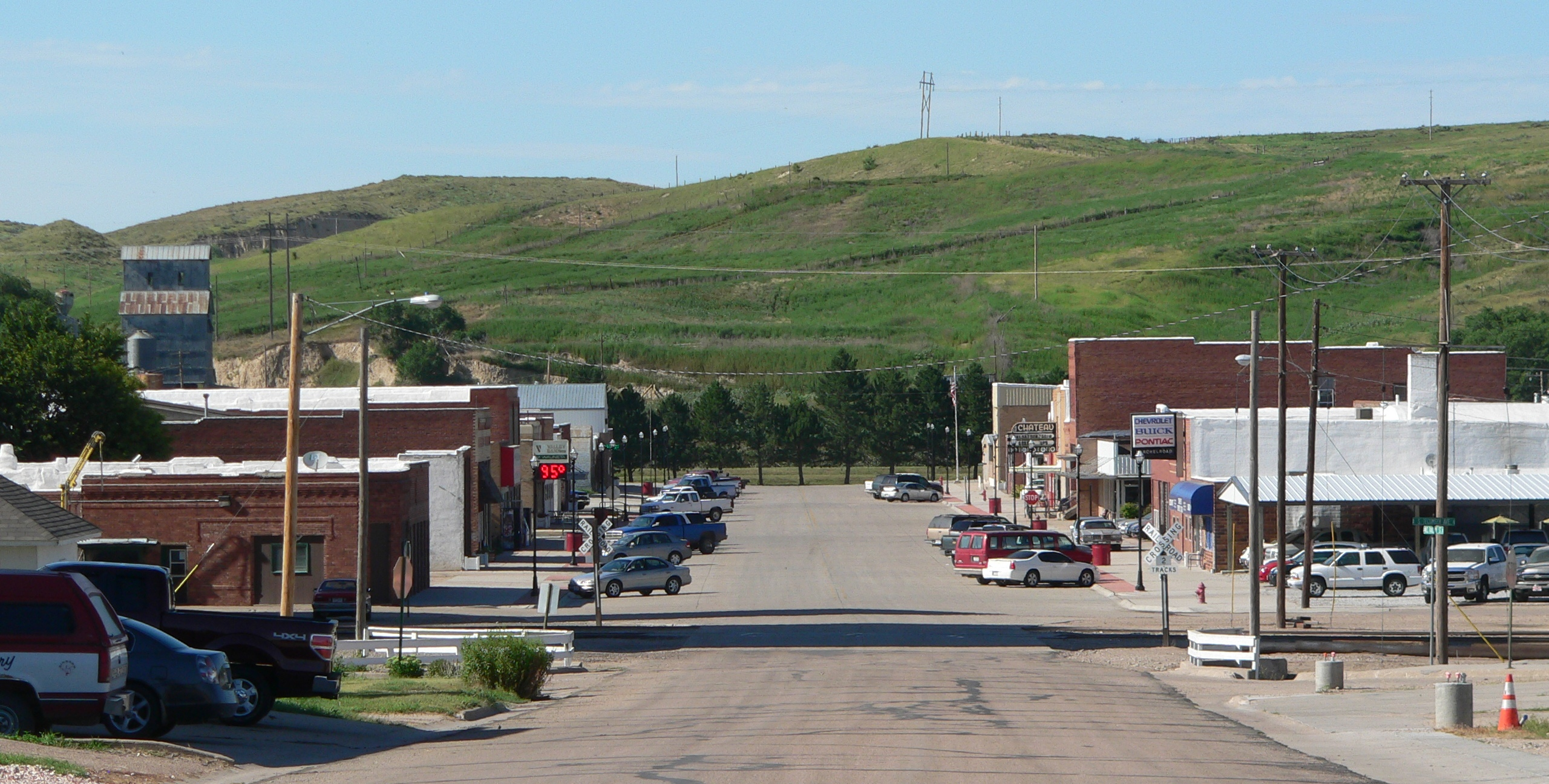
Centre-ville de Wauneta.
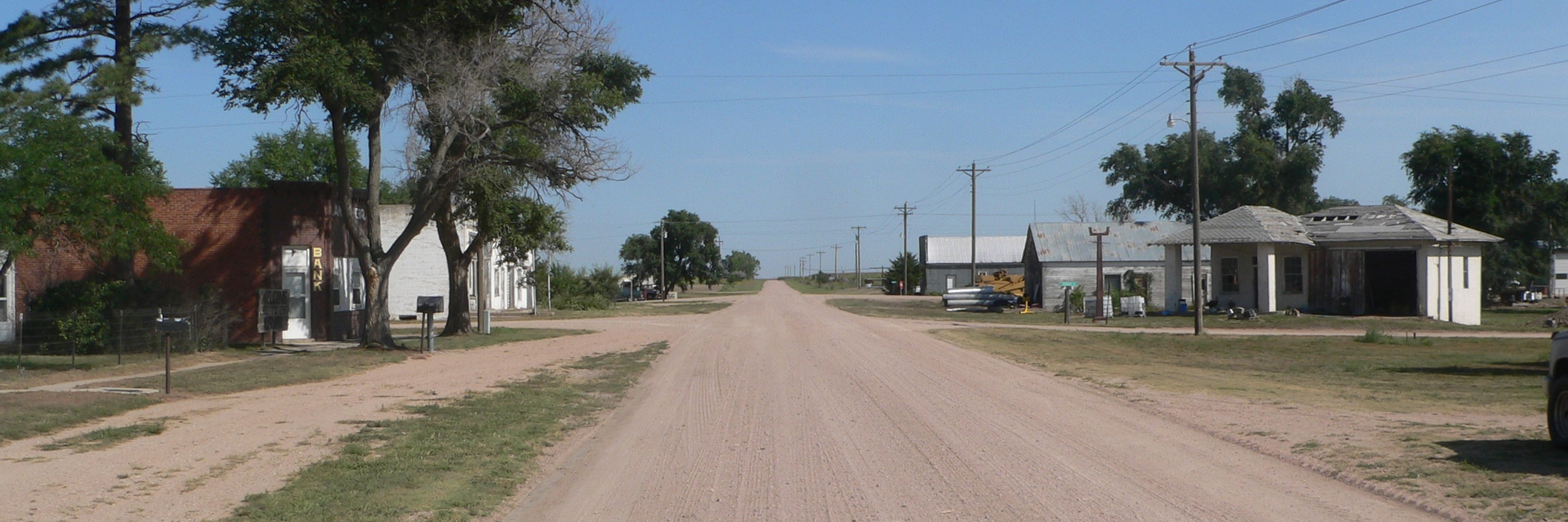
Lamar.
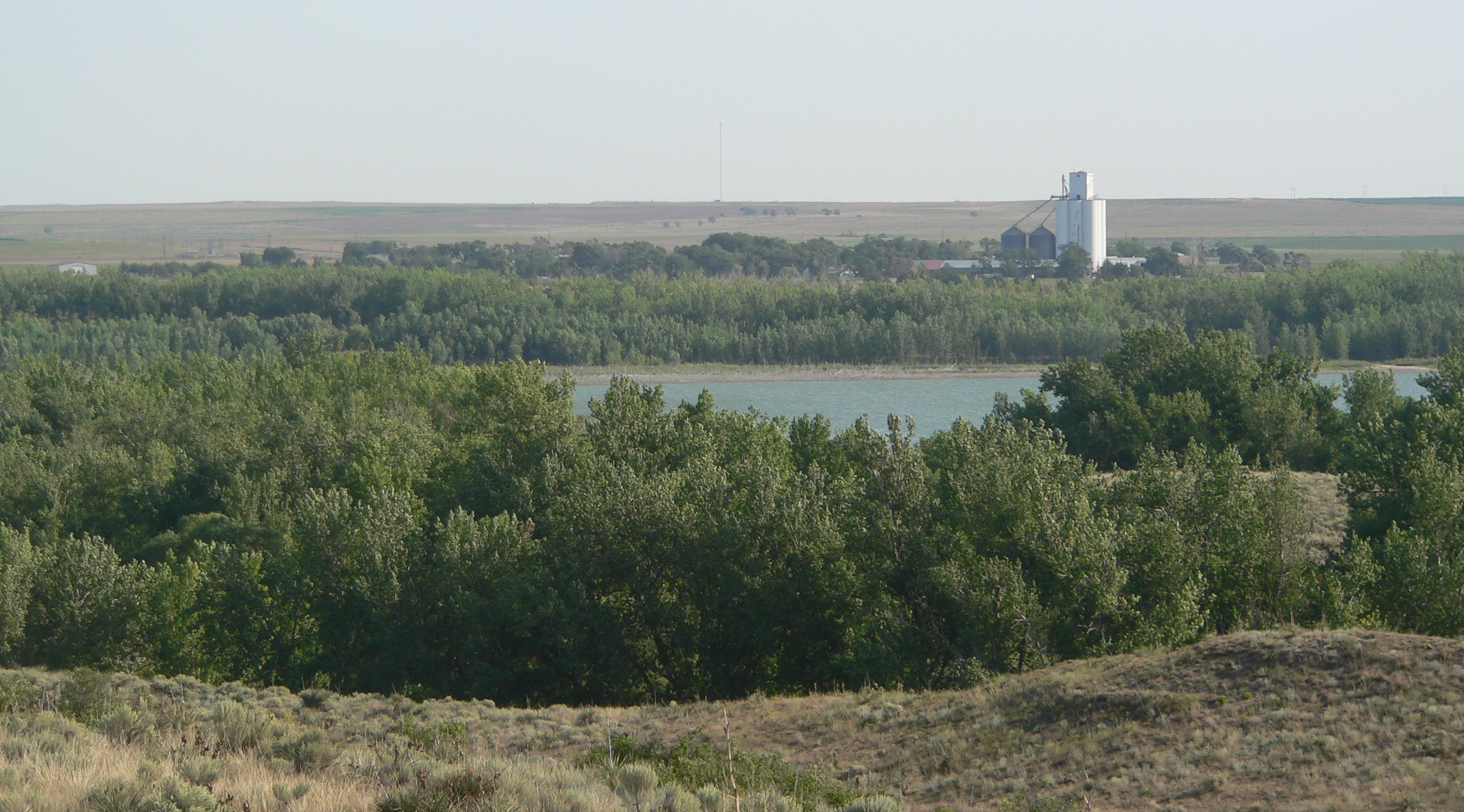
Enders.
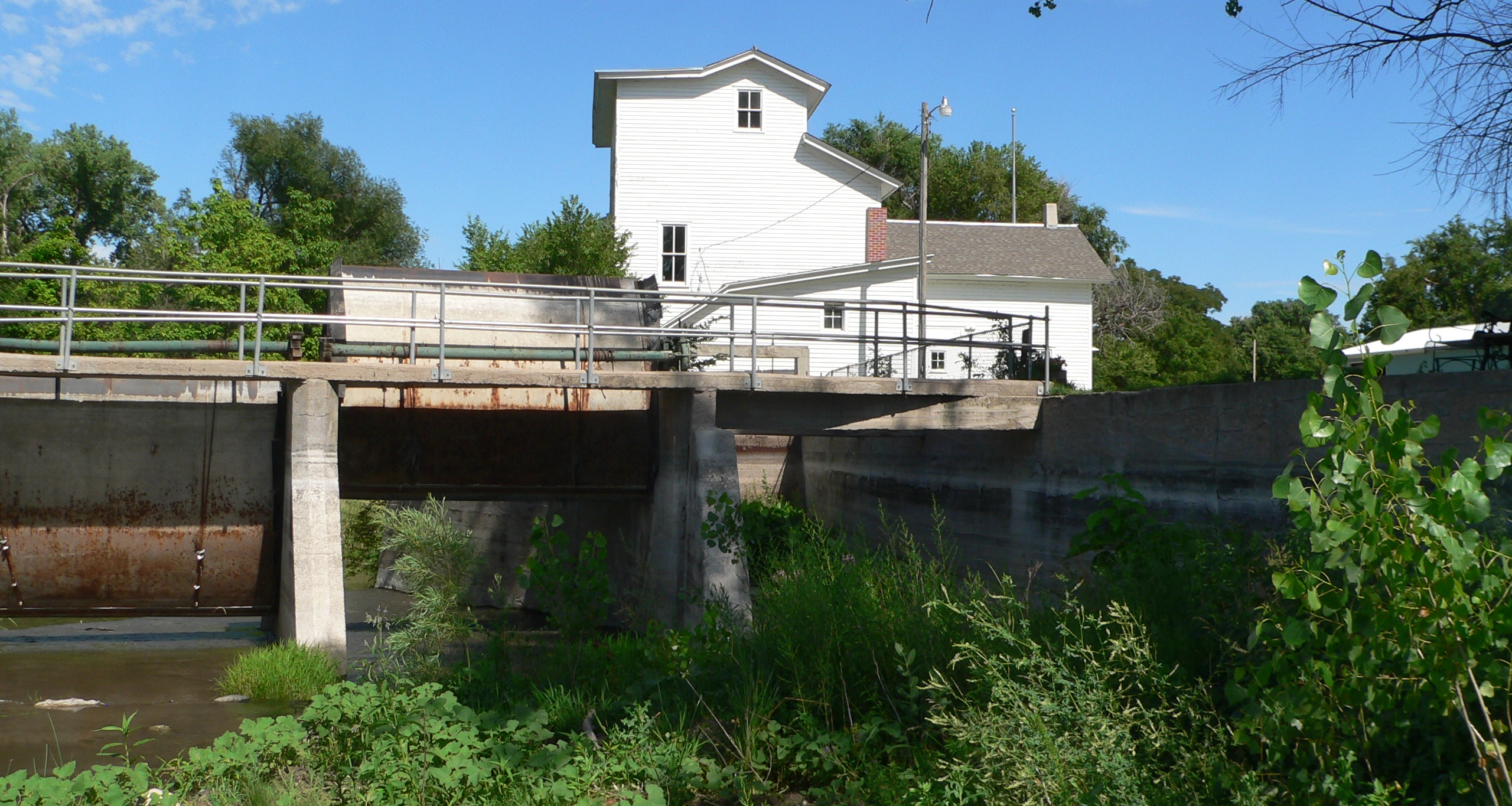
Barrage et moulin de Champion.